# Risei Kano
Risei Kano (嘉納 履正, Risei Kanō), né le 25 novembre 1900 et mort le 13 janvier 1986, est le fils cadet de Jigorō Kanō, créateur du Judo. Risei Kanō fut le second président de la Fédération Internationale de Judo, de 1952 à 1965. Il a aussi été à la tête du Kōdōkan, de 1946 à 1980, année où il transmis son rôle à son fils, Yukimitsu Kano,.